# Ел Агейла
Ел Агейла (на арабски: العقيلة) е крайбрежен град намиращ се в залива Сидра, Югозападна Киренайка, Либия. Градът е част от община Ал Уахат (до 2007 г. част от община Адждабия).
Градът е сцена на няколко битки, част от Северноафриканската кампания от Втората световна война.